# Динокарион

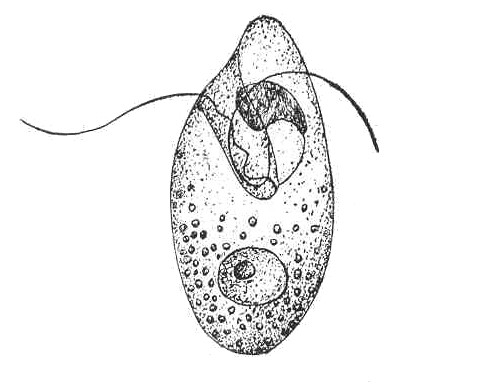
Ядро и тёмное ядрышко. Размер клетки между 20 и 30 микрометрами.

Динокарион — эукариотическое ядро, в котором отсутствуют гистоны, а хромосомы постоянно находятся в конденсированном состоянии. Такой способ организации ядра присущ динофлагеллятам.
Ядерная мембрана сохраняется на протяжении всего митоза. Митоз закрытый. Веретено деления экстрануклеарное.
Гистоны отсутствуют. Тем не менее, недавнее исследование экспрессии генов выявило присутствие гистонов у видов, рано отделившихся от основной ветви динофлагеллят: Perkinsus marinus и Hematodinium sp.